# 傅暢
傅畅（？—330年），字世道，北地郡泥阳（今陕西耀县东南）人，是傅祗的儿子，曹魏太常傅嘏之孙。西晋、后赵时大臣。
在晋朝为东宫侍讲，官至秘书丞。永嘉五年（311年），汉赵攻陷洛阳，傅畅劝豫州刺史阎鼎奉秦王司马邺据守长安，号令四方，后陷落于石勒，为大将军右司马。他辅助石勒，拟订朝仪，深得石勒信任。於晋成帝咸和五年卒。

## 著作
著有《晋诸公叙赞》二十二卷、《公卿故事》九卷，已佚。後裴松之注《三國志》時引用了《敘贊》，黃奭亦存有輯本。